# Tiếng chim hót trong bụi mận gai
Tiếng chim hót trong bụi mận gai (nguyên bản: The Thorn Birds, còn được gọi theo bản dịch tiếng Pháp là Những con chim ẩn mình chờ chết/Les oiseaux se cachent pour mourir) là tiểu thuyết nổi tiếng nhất của nữ văn sĩ người Úc Colleen McCullough, được xuất bản năm 1977.

## Hoàn cảnh sáng tác
Tiểu thuyết "Tiếng chim hót trong bụi mận gai" của nữ văn sĩ Colleen McCullough ngay khi vừa xuất bản (1977) đã được dịch ra nhiều thứ tiếng và được xếp ngang hàng với tác phẩm văn học kinh điển "Cuốn theo chiều gió". Nhưng ít ai biết được rằng, thời điểm tác phẩm ra đời, viết văn chỉ là nghề tay trái của Colleen McCollough, nhân viên y tế là nghề chính của bà.
Colleen McCullough không phải là nhà văn chuyên nghiệp, trước đó hầu như không ai biết tên bà. Khi cuốn tiểu thuyết "Tiếng chim hót trong bụi mận gai" đem lại vinh quang cho tác giả thì Colleen McCullough chỉ là một nhân viên y tế bình thường. Bà sinh ra và lớn lên ở bang New South Wales (Úc) trong gia đình một công nhân xây dựng. Thuở nhỏ, Colleen mơ ước trở thành bác sĩ nhưng không có điều kiện để theo học trường đại học y. Bà đã thử làm một số nghề như thư viện, làm báo, công tác thư viện, dạy dỗ để tìm kiếm cơ hội trở lại nghề y.
Năm 1974, bà viết tiểu thuyết đầu tay nhưng không nhận được sự chú ý. "Tiếng chim hót trong bụi mận gai" được thai nghén trong ngót 4 năm, rồi đầu mùa hè năm 1975, bà bắt tay vào viết một mạch trong 10 tháng. Suốt thời gian ấy, bà vẫn túi bụi công việc ở bệnh viện, chỉ viết tác phẩm vào ban đêm và ngày chủ nhật.

## Nội dung tóm tắt
Ngày 8/12/1915 là ngày sinh nhật lần thứ tư của Meghann Cleary (Meggie), một cô bé mắt xám, tóc hung (không nâu không vàng). Mẹ của Meggie, Fiona, tặng cho cô bé con búp bê Agnès, nhưng rồi lại bị 2 anh trai Jack và Hughie làm hư. Anh cả là Frank cùng với bà Fiona phải sửa lại búp bê. Padraic Cleary (sinh 1867), tức Pađy, chuyên nghề chăn nuôi, cắt lông cừu và làm thời vụ. Ông là người Ireland (Ái Nhĩ Lan) di cư đến New Zealand (Tân Tây Lan). Pađy có vợ là Fiona (sinh 1880) và các con Frank (gần 16 tuổi), Bob (11 tuổi), Jack (10 tuổi), Hughie (9 tuổi), Stuart (5 tuổi) và Meggie.
Sáng đầu tiên đi học cùng các anh, Meggie bị căng thẳng đến nỗi bị nôn mửa, làm cho tất cả bị trễ học và bị sơ Agatha đánh roi vào tay. Buổi chiều, do nói chuyện trong lớp nên Meggie lại bị đánh. Cô bé đã nôn lên chiếc áo dài của sơ Agatha và bị đuổi về nhà. Meggie thuận tay trái nên sơ Agatha tập cô bé viết bằng tay phải bằng cách cột tay trái ra phía sau trong những giờ đến trường. Hai ngày trước Noel năm 1917, 17 tuổi Frank muốn ghi tên vào quân đội nhưng Pađy không cho. Frank trốn đi khỏi nhà, nhưng ba hôm sau, cảnh sát đã mang Frank trở về.
Linh mục Ralph de Bricassart (sinh năm 1893), tóc đen, mắt xanh, sinh tại Cộng hòa Ireland, là cha xứ giáo khu Gillanbone (Gilly), Tây Bắc New South Wales, Úc từ tháng 6/1920. Ông được bà Mary Carson, 65 tuổi (sinh 1856), một góa phụ giàu có, chủ trang trại Drogheda, giúp đỡ về mặt tài chính. Bà Mary góa chồng đã 30 năm và đứa con trai duy nhất, con đã chết lúc tuổi còn nhỏ. Bà có người em trai là Padraic Cleary và muốn gia đình Padraic sang Úc để quản lý trang trại cũng như tài sản của mình.
Fiona sinh thêm một bé trai (tên Hal) đầu tháng 12/1920 sau 2 lần sẩy thai. Đại gia đình Cleary đến Gillanbone, Úc vào tháng 8/1921, được cha Ralph đón về Drogheda. Họ ở điền trang Drogheda trong một nhà sàn cách tòa nhà chính của Mary khoảng 1,5 km. Đầu tháng 2/1922, Meggie và Stuart được gởi đi học nội trú ở tu viện Saint Croix, Gillanbone.
Tại ngày hội hàng năm của Gillanbone, Frank đánh ngã ba võ sĩ giỏi và đứng vững trước một nhà vô địch hạng nhẹ của đoàn võ sĩ Jimmy Sharman nên được lãnh  20 bảng. Tại nhà xứ, có mặt cha Ralph và Meggie, Frank và Pađy gây gổ với nhau. Pađy buộc miệng nói rằng Frank không phải là con của mình. Frank bỏ nhà ra đi theo đoàn võ sĩ Jimmy Sharman. Pađy kể lại với cha Ralph rằng Fiona là con gái duy nhất của một gia đình danh giá ở New Zealand. Cô kết hôn với ông khi đã có con trai 18 tháng là Frank.
Meggie phải trở về nhà, rồi Stuart cũng vậy. Fiona sinh đôi hai bé trai là Jimes và Pasty năm 1923. Hal chết trẻ do sức khỏe yếu. Vài hôm trước sinh nhật lần thứ 15, Meggie lần đầu tiên có kinh nguyệt nhưng cô bé lại nghĩ rằng mình giặt đồ không sạch. Sau vài lần thì cô lại nghĩ mình bị ung thư. Một lần cô bé đã khóc trong nghĩa trang và được cha Ralph chỉ bảo.
Cha Ralph cho Meggie tập cuỡi ngựa. Mary Carson tổ chức sinh nhật lần thứ 72 vào tháng 11/1928. Tại buổi lễ, Mary đã giao cho cha Ralph tờ di chúc của mình, trong đó toàn bộ tài sản của bà được tặng cho Tòa thánh La Mã, dưới quyền quản lý của cha Ralph. Mary Carson chết ngay sau ngày sinh nhật. Cha Ralph tạm biệt Meggie và trở thành thư ký riêng của Tổng giám mục Chiny Dark. Đại gia đình Cleary vào ở trong ngôi nhà lớn của Mary. Fiona đọc báo và biết được Frank bị kết án chung thân vì tội sát nhân năm 1925.
Cha Ralph trở thành thư ký riêng của Tổng giám mục Di Contini Verchese, Khâm mạng Giáo hoàng tại Úc. Năm 1930, Drogheda trải qua cơn khủng hoảng, nạn thất nghiệp lan tràn khắp nước Úc. Tháng 8/1932, Pađy bị chết cháy trong một cơn giông khi sét đánh làm cháy rừng. Lúc tìm được xác cha thì Stuart bị một con heo rừng húc và đè chết. Ralph có đến làm lễ cho 2 người, trước khi ra đi được Meggie tặng một bông hồng màu tro nhạt. Sau đó Ralph được lên chức Giám mục.
Bob thuê một người chăn nuôi cừu là Luke O'Neill, 30 tuổi. Luke làm việc tích cực, giỏi và có ngoại hình hơi giống cha Ralph. Anh rất hà tiện, đang để dành tiền để mua một trang trại ở vùng tây Queensland, Úc. Sau vài tháng quen biết, Meggie kết hôn với Luke vào tháng 8/1934. Sau lễ cưới cả hai lên đường đi bắc Queensland. Tuần trăng mật không tốt đẹp, Meggie luôn vùng vẫy, la hét trong đêm tân hôn. Rồi Meggie trở thành người giúp việc cho gia đình Mueller tại Himmelhoch còn Luke đi chặt mía cho Arne Swenson ở một nơi khác. Nàng chỉ gặp được Luke tất cả 6 lần trong 18 tháng. Hằng tháng Meggie gửi thư về nhà và được Bob kể lại là cha Ralph rất tức giận về việc không ai cho ông biết chuyện Luke và Meggie.
Cha Ralph trở thành Tổng giám mục và được bổ nhiệm làm Khâm mạng Tòa thánh tại Úc. Trong một dịp nghỉ hè, Luke chở Meggie đi chơi xa một thời gian. Meggie lừa Luke không đeo bao cao su lúc quan hệ để có thai. Khi hay tin Luke rất giận dữ. Đầu năm 1936, Meggie sinh ra bé gái tên là Justine. Cha Ralph thăm Meggie vào đúng lúc cô sinh nở. Đầu tháng giêng năm 1937, Meggie đi nghỉ mát một mình ở đảo Matlock trong 2 tháng. Hai ngày sau khi Meggie đi, Luke có ghé Himmelhoch thăm con gái. Hôm sau cha Ralph cũng đến tìm Meggie và được Anne Mueller cho biết địa chỉ. Cha Ralph sống cùng Meggie trong nhiều tuần tại đảo Matlock. Sau đó ông về Sydney rồi sang làm việc ở La Mã vào tháng 4. Còn Meggie có thai, về Himmelhoch rồi đi tìm Luke, ngủ với anh ta một đêm rồi trở về Drogheda cùng với con gái Justine. Ngày 1/10/1937, con trai của Meggie chào đời với tên Dane O'Neill.
Trong Chiến tranh thế giới lần thứ 2, Jims và Patsy đăng lính năm 1940, được gởi đến chiến trường Ai Cập đầu năm 1941 trong sư đoàn 9 Úc. Cuối năm 1942, sư đoàn 9 được gọi về Úc, đến tháng 9/1943 đổ bộ lên đảo New Guinea để đối đầu với Nhật Bản. Patsy bị trọng thương, mất khả năng có con, phải đưa về Úc trị thương rồi về Drogheda.
Năm 1945, chiến tranh kết thúc. Trong một lần tâm sự, Fiona nói với Meggie rằng bà đã biết Dane là con của Ralph chứ không phải của Luke. Meggie cũng nói là đã biết Frank là con riêng của Fiona. Năm Dane lên 10 và Justine 11, cả hai được gởi đi học nội trú ở Sydney, Úc.
Tháng 8 năm 1952 Ralph de Bricassart, phụ tá Quốc vụ khanh đặc trách Ngoại giao Tòa thánh La Mã, được phong là Hồng y. Ông về thăm Drogheda vào tháng 12/1952 và thông báo Frank đã thi hành xong án tù 30 năm. Bà Fiona đón Frank về Drogheda, cho ở riêng 1 ngôi nhà nhỏ.
Justine quyết định chọn nghề diễn viên kịch ở Sydney, còn Dane thì tốt nghiệp thủ khoa, 17 tuổi, cao 1m85. Sau đó Dane nói với mẹ là muốn trở thành linh mục, Meggie cho Dane qua sống ở Vatican với Hồng y Ralph năm 1956, 2 tháng sau Justine cũng đi Anh. Trong một lần sang Roma thăm em, Justine quen biết với Rainer Hartheim, người quen của cha Ralph, một thành viên của chính phủ Tây Đức, xấu trai. Hai người có tình cảm với nhau.
Năm 1964 các ông cậu của hai chị em sang La Mã du lịch và chứng kiến lễ thụ phong linh mục cho Dane. Rainer, sau 7 năm quen nhau, đã tỏ tình với Justine nhưng vẫn bị Justine từ chối, vì cô nghĩ rằng tình yêu là sự tước đoạt và gia đình là sự chấm dứt tự do. Rainer về Bonn, Justine về Luân Đôn để gặp lại Rainer chứ không đi Hy Lạp du lịch với Dane. Dane đi nghỉ một mình tại đảo Crete, Hy Lạp. Tại đây, sau khi cứu 2 cô gái Đức khỏi chết đuối, Dane bị một cơn đau tim hành hạ và bị chết đuối. Justine nhận được tin rồi báo cho Meggie; Dane được chôn ở Crete. Meggie muốn đem con về chôn tại Drogheda nên đã qua La Mã nhờ cha Ralph. Tại đây Meggie tiết lộ với Ralph rằng Dane là con trai của ông. Ralph cùng Meggie và Justine đem Dane về Úc.
Sau đám tang của Dane thì cha Ralph cũng qua đời, ông để tài sản lại cho Rainer. Justine quyết định chia tay Rainer, mặc cảm vì nghĩ cái chết của em trai là do mình không đi theo. Hai năm sau, 1966, Rainer ghé Drogheda thăm Meggie, mong Meggie nói với Justine rằng nên chọn sống với ông. Nửa năm sau, 1967, Rainer gặp Justine tại Luân Đôn, rồi Meggie cũng gởi thư cho con khuyên giải về cái chết của Dane, cũng như suy nghĩ về việc sinh sống ở Drogheda. Rồi Justine chấp nhận tình yêu của Rainer.

## Nhận xét
Xuyên suốt tiểu thuyết là câu chuyện tình giữa Meggie và vị cha xứ Ralph. Meggie cố quên đi tình cảm của mình bằng cách kết hôn với Luke O'Neill - một công nhân trong trang trại, nhưng chẳng bao lâu sau cô và cha Ralph lại đoàn tụ, và cuộc tình của họ đã gây ra nhiều bi kịch.
Chuyện tình của Meggie với cha Ralph chỉ có thể diễn tả trong bốn chữ "nỗi đau tuyệt vời" và để có được sự tuyệt vời đó, họ đã phải trả giá cả cuộc đời như trong lời đề tựa của tiểu thuyết:
"Có một truyền thuyết về con chim chỉ hót có một lần trong đời, nhưng hót hay nhất thế gian. Có lần nó rời tổ bay đi tìm bụi mận gai và tìm cho bằng được mới thôi. Giữa đám cành gai góc, nó cất tiếng hát bài ca của mình và lao ngực vào chiếc gai dài nhất, nhọn nhất. Vượt lên trên nỗi đau khổ khôn tả, nó vừa hót vừa lịm dần đi, và tiếng ca hân hoan ấy đáng cho cả sơn ca và họa mi phải ghen tị. Bài ca duy nhất, có một không hai, bài ca phải đổi bằng tính mạng mới có được. Nhưng cả thế gian lặng đi lắng nghe, và chính Thượng đế trên thiên đường cũng mỉm cười. Bởi vì tất cả những gì tốt đẹp nhất chỉ có thể có được khi ta chịu trả giá bằng nỗi đau khổ vĩ đại. Ít ra thì truyền thuyết nói như vậy".
Cuốn tiểu thuyết xây dựng như truyện sử biên gia đình, tác giả tập trung vào những xung đột tâm lý - đạo đức nhiều hơn là những vấn đề giai cấp-xã hội. Các nhân vật tuy chịu ảnh hưởng của hoàn cảnh nhưng chủ yếu là ứng xử theo tính cách riêng của mình nhiều hơn. Trong số nhiều nhân vật, nổi bật hơn cả là ba nhân vật: Fiona, Meggie và cha đạo Ralph. Meggie có thể coi là nhân vật trung tâm của tác phẩm. Trong tiểu thuyết có nhiều đề tài, nhiều mối tình, song tất cả đều phục vụ câu chuyện chính là mối tình lớn lao, trong sáng của Meggie và cha Ralph.
Tính hiện thực và tính lãng mạn trong tác phẩm này hòa lẫn vào nhau tới mức nhuần nhị. Sự miêu tả tỉ mỉ bằng hình thức của bản thân đời sống, cả từ cách ăn mặc, lời ăn tiếng nói của nhân vật, cho đến nếp sống hàng ngày... Lối kể chuyện thong thả theo trình tự thời gian khiến cho tác phẩm gần với loại tiểu thuyết hiện thực thế kỉ 19. Nhưng những tính cách phi thường rực rỡ biểu hiện trong những biến cố đột ngột, đầy hấp dẫn, tạo nên màu sắc lãng mạn rất rõ nét.

## Bản dịch tiếng Việt
- Những con chim ẩn mình chờ chết, Trung Dũng (Lý Quí Chung) dịch từ bản tiếng Pháp Les oiseaux se cachent pour mourir, Thành phố Hồ Chí Minh: Nhà xuất bản Trẻ, 1988.
- Tiếng chim hót trong bụi mận gai, Phạm Mạnh Hùng dịch từ bản tiếng Nga, Nhà xuất bản Phụ nữ.

## Phim
- The Thorn Birds[1], serie phim truyền hình 6 tập, sản xuất năm 1983
  - Nhà sản xuất David L. Wolper
  - Đạo diễn Daryl Duke
  - Richard Chamberlain, vai cha Ralph de Bricassart
  - Rachel Ward, vai Meggie
  - Barbara Stanwyck, vai Mary Carson
  - Christopher Plumme
  - Jean Simmons, vai Fiona Cleary
  - Richard Kiley
  - Ken Howard
  - Piper Laurie
  - Earl Holliman
  - Mare Winningham

Phim đoạt 3 giải Emmy. Năm 1988, phim đã được chiếu rạp ở Việt Nam (dùng băng video) với nhan đề Những con chim ẩn mình chờ chết.